# A bérkatona
A bérkatona (eredeti cím: The Contractor) 2022-es amerikai akcióthriller, amelyet Tarik Saleh rendezett. A főbb szerepekben Chris Pine, Ben Foster, Gillian Jacobs, Eddie Marsan és J. D. Pardo látható.
Amerikában 2022. április 1-én mutatták be a mozikban.

## Cselekmény
James Harper a Zöldsapkások kitüntetett törzsőrmestere. Térdsérülésének kezelésére illegális szteroidokat használ fájdalomcsillapítóként, és emiatt leszerelik a hadseregből. Mivel emiatt minden szociális juttatását törlik, anyagi csőd fenyegeti. Társa, Mike Hawkins jövedelmező tippet ad neki, hogy egy katonai magáncégnek dolgozhatna, és bemutatja őt a veterán Rusty Jenningsnek, aki egy ilyen céget vezet. James is kap ajánlatokat hasonló cégektől, de továbbra is elkötelezettnek érzi magát hazája iránt. Miután Mike elmondja neki, hogy Rusty a védelmi minisztériumnak végez szerződéseket, beleegyezik, és a bizalom jeléül 50 000 dolláros csekket kap Rustytól.
Ez a munka Berlinbe viszi Jamest, ahol a közel-keleti tudós, Salim megfigyelésével bízzák meg. Az adatok elemzése után Rusty arra a következtetésre jut, hogy Salim biofegyvert fejleszt az Al-Káida számára, ezért megparancsolja a csapatnak; biztosítsák a laboratóriumban lévő összes kutatási adatot, és likvidálják Salimot. Mike ezt a feladatot Jamesnek adja. A tudós kitart amellett, hogy ő csak egy vakcinán dolgozik. James végrehajtja a parancsot, és felgyújtják a labort. A csapatot útközben megállítják a rendőrök, és veszekedés alakul ki, amelyben Jamesnek csak a sebesült Mike-ot sikerül megmentenie. Miután James vérátömlesztéssel megmenti Mike életét, és Mike készen áll a visszatérésre, James a térdét fájlalja, és több időre van szüksége. Úgy döntenek, Mike menjen tovább a megmentett laptoppal, és egy előre megbeszélt helyen találkoznak. Később James eljut a megbeszélt szállodai szobába, ahol friss ruhákat és egy cetlit talál, amelyen az áll; Mike átadta a laptopot. Ott ellátja sérült térdét, és elindul, hogy kapcsolatba lépjen Rustyval. Elmondja neki, egy autó várja, hogy biztonságba juttassa. James azonban megérzi, valami nincs rendben, amikor Rusty közli vele, hogy Mike nem ért vissza, és ebben a pillanatban több férfi tüzet nyit Jamesre. Neki sikerül elmenekülnie és kiiktatni a csapatot. Közben rájön, ezek az emberek egykori tengerészgyalogosok. Mielőtt a csapat utolsó tagja meghalna, információkat ad Jamesnek egy menedékházról, de közli vele, hogy soha nem térhet haza.
James visszatér a tudós házába, és kényszeríti a feleségét, Sylvie-t, hogy adja át neki Salim számítógépes fájljait. Megkapja az iPadet az adatokkal, és elindul a menedékház felé. Ott találkozik Virgillel, aki nyugtatót ad neki. James a menedékházban ébred fel, orvosi berendezésekre kötve. Virgilnek sikerül megnyugtatnia, és elmagyarázza neki, hogy a térde elfertőződött, és keresztszalag-szakadást szenvedett. James megnézi Salim videóját az iPaden, amelyben a tudós elmagyarázza, hogy a H5N1 vírus elleni vakcinán dolgozik, amelyet nem akar eladni egy gyógyszergyárnak, hanem mindenki ingyen megkaphatná. Miközben James Virgillel beszélget a vacsora közben, egy másik csapat megtámadja és megöli Virgilt. Jamesnek sikerül elmenekülnie, a támadó csapat pedig egy gázrobbanásban meghal.
Jamesnek Lengyelországon keresztül sikerül visszatérnie az Egyesült Államokba. Ott megtudja, hogy Mike ismét a családjával él, és szembeszáll vele. Mike elmondja, neki is hazudtak, és azt a benyomást keltették benne, hogy James meghalt. Rusty 4 millió dollárt adott James családjának cserébe. Azt tanácsolja Jamesnek, tűnjön el, de sikerül meggyőznie régi barátját, hogy álljon bosszút Rusty-n. Mike Rusty telephelyére hajt, ahol kiiktatja az őröket, James pedig kiszáll a csomagtartóból. Míg Mike szemből támad, James beoson a házba, és sikerül végeznie Rustyval, aki korábban Mike-ot is megtámadta. A kocsiban a súlyosan sebesült Mike azt mondja Jamesnek, hogy nem akar álmában meghalni, mielőtt belehalna a sérüléseibe. James felgyújtja az autót, benne a halott Mike-kal, és visszatér a családjához.

## Szereplők
| Szerep         | Színész           | Magyar hang    |
| -------------- | ----------------- | -------------- |
| James Harper   | Chris Pine        | Zámbori Soma   |
| Mike Hawkins   | Ben Foster        | Dévai Balázs   |
| Brianne Harper | Gillian Jacobs    |                |
| Virgil         | Eddie Marsan      |                |
| Eric           | J. D. Pardo       |                |
| Rusty Jennings | Kiefer Sutherland | Kőszegi Ákos   |
| Kauffman       | Florian Munteanu  | nem szólal meg |
| Katia          | Nina Hoss         |                |
| Sylvie         | Amira Casar       |                |
| Salim          | Fares Fares       |                |

## A film készítése
A film 2019 májusában jelentették be Violence of Action címmel, Chris Pine főszereplésével. Októberben Ben Foster és Gillian Jacobs is csatlakozott a szereplőgárdához. A forgatás 2019 októberében kezdődött az Amerikai Egyesült Államokban, majd az év későbbi részében Németországban és Romániában folytatódott. A film producerei Basil Iwanyk és Erica Lee a Thunder Road Films részéről, a társproducer Esther Hornstein. A film vezető producerei közé tartozik Dan Friedkin, Micah Green és Dan Steinman, valamint Pine, Jonathan Fuhrman, Tom Lassally és Josh Bratman. 2019 decemberére Eddie Marsan, Nina Hoss, Amira Casar, Fares Fares és J. D. Pardo csatlakozott a filmhez. A forgatás 2019 végén fejeződött be. 2021 novemberében arról számoltak be, hogy a film új címet kapott: A bérkatona.

## Bemutató
2021 februárjában az STXfilms megvásárolta a film forgalmazási jogait. A filmet eredetileg 2021. december 10-én tervezték bemutatni, de a megjelenést 2022. március 18-ra, majd 2022. április 1-jére halasztották. 2022 februárjában bejelentették, hogy a Paramount Pictures és a Showtime megvásárolta a film forgalmazási jogait. A Paramount a filmet egyidejűleg, korlátozott számú moziban és prémium Video on Demand kiadásban adja ki; a film az év folyamán a Paramount+ és a Showtime csatornákon is megjelent.